# 近藤麻智子のアタックヤング
近藤麻智子のアタックヤング（こんどうまちこのアタックヤング）は、STVラジオのラジオ番組アタックヤングの火曜日で、パーソナリティは近藤麻智子アナウンサー。2008年1月1日から2009年3月31日まで放送された。

## 放送時間
- 毎週火曜日24:00～24:50（水曜日0:00～0:50）